# Phan Thị Hà Thanh
Phan Thị Hà Thanh (Hải Phòng, 16 oktober 1991) is een Vietnamese turnster. Tijdens de Wereldkampioenschappen turnen 2011 in Tokio behaalde ze de bronzen medaille op het onderdeel sprong. Phan kwalificeerde zich hiermee voor de Olympische Zomerspelen in Londen. Dit was de eerste medaille voor Vietnam in de historie van de Wereldkampioenschappen turnen. Ze behaalde een score van 14.666.

## Resultaten

### 2009
Phan debuteerde bij de senioren bij het Wereldkampioenschappen turnen 2009. Ze scoorde echter niet hoog genoeg voor een toestelfinale.

### 2010
In 2010 kwam Phan uit bij de Aziatische Spelen. Hier behaalde ze een vijfde plaats op de vloer. Dit deed ze zowel individueel als met het Vietnamese team.

## Trivia
- Phan Thị Hà Thanh is een Vietnamese naam. Bij de opbouw van de Vietnamese naam staat de familienaam voorop. Aan de naam Thị kan men zien, dat Phan een vrouw is.